# Henrik Leek
Henrik Leek, né le 15 mars 1990, est un curleur suédois.

## Carrière
Il est médaillé d'argent du tournoi masculin de curling aux Jeux olympiques de 2018.
Il est également médaillé d'or au Championnat du monde de curling masculin 2015  et au Championnat du monde de curling masculin 2018 et médaillé d'argent au Championnat du monde de curling masculin 2017.
Au niveau continental, il obtient aux Championnats d'Europe de curling l'or en 2014, 2015, 2016 et 2017.
Il est également champion du monde junior en 2011.